# 9177 Donsaari
A 9177 Donsaari (ideiglenes jelöléssel (9177) 1990 YA) a Naprendszer kisbolygóövében található aszteroida. Eleanor F. Helin fedezte fel 1990. december 18-án.